# Acilhidrazina
La acilhidrazina (o Acetohidrazida o ácido acético hidrazida) es un análogo de una amida, pero la porción -OH del ácido carboxílico es reemplazado por hidrazina en vez de amoníaco (un hidrógeno menos en el punto de unión). Sus derivados, son de significativo interés debido principalmente a su historia quimoterapéutica.